# Валерий Залужни
Валерий Федорович Залужни (на украински: Валерій Федорович Залужний) е украински военачалник, главнокомандващ на Въоръжените сили на Украйна от 27 юли 2021 г. до 8 февруари 2024 г. и дипломат. Притежава чин генерал-майор, бил е командир на войските на Оперативното командване „Север“, през 2018 – 2019 г. е първи заместник-командир на обединените сили, а през 2017 г. е бил началник щаб – първи заместник-командир на войските на Оперативното командване „Запад“ на Армията на въоръжените сили на Украйна.
По време на руското нападение над Украйна получава положителни оценки за адаптирането си към бързо променящата се бойна обстановка. На 8 февруари 2024 е освободен от президента Владимир Зеленски от поста главнокомандващ и назначен за посланик на Украйна в Обединеното кралство. От март 2025 г. е и постоянен представител на Украйна в Международната морска организация.

## Биография
Валерий Федорович Залужни е роден на 8 юли 1973 г. в Новоград Волински, Житомирска област. След като завършва училище, той се дипломира в колеж по машиностроене.
През 1997 г. завършва с отличие катедрата по комбинирани оръжия в Одеската висша командна академия. През 2005 г. постъпва в Националната академия по отбрана на Украйна и се дипломира със златен медал през 2007 г.
След това е назначен за началник на щаба – първи заместник-командир на 24-та отделна механизирана бригада в Яворов, Лвовска област. Той успешно изпълнява тази длъжност в продължение на две години и половина. През 2009 г. е назначен за командир на 51-ва отделна механизирана бригада, която командва до 2012 г.
На 23 август 2017 г. той е повишен в чин генерал-майор заедно с още 35 висши украински офицери от ВСУ. През 2017 г. е началник на щаба – първи заместник-командир на войските на Оперативното командване „Запад“ на Армията на ВСУ. От 2018 до 2019 г. е началник на Съвместния оперативен щаб на ВСУ – първи заместник-командващ на Съвместните сили. От 9 декември 2019 г. той е командир на войските на Оперативното командване „Север“ (2019 – 2021). главнокомандващ на Въоръжените сили на Украйна от 27 юли 2021 г. до 8 февруари 2024 г.
Като представител на украинския висш офицерски корпус и участник в бойните действия в Донбас, който не е служил в Съветския съюз, той има положително отношение към обновяването на личния състав от млади хора и отдалечаването от съветските практики. Една от първите му стъпки на този пост е да разреши на военните на фронта да откриват огън по сепаратистите без разрешение от генералния щаб, което е една от основните пречки пред военните действия в миналото.
През март 2024 г. Залужни е назначен за посланик на Украйна в Обединеното кралство, а от март 2025 е и постоянен представител на Украйна в Международната морска организация.